# Ачеська мова

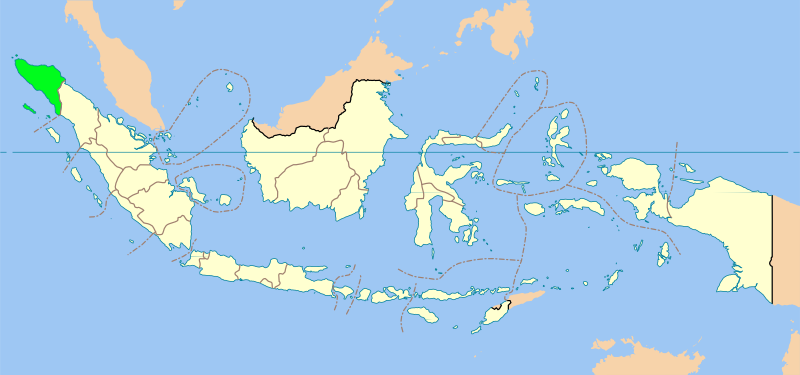
розташування провінції Ачех

Ачеська мова або просто ачех — мова ачинців, відноситься до малайсько-полінезійських мов. Поширена у провінції Ачех (північ острова Суматра, Індонезія) і в окрузі Бота (штат Перак, Малайзія).

## Класифікація і споріднені мови
Найближчими родичами ачеської мови є чамські мови, малайська мова, мінангкабау, гайо і батацькі мови.

## Писемність
Раніше ачеська мова користувалася писемністю на основі арабської абетки (вона називалася «джаві» малайською мовою). В наш час[коли?] ця писемність використовується вкрай рідко — замість неї використовується на базі латиниці з низкою додаткових літер: é, è, ë, ö і ô.

## Діалекти
В ачеській мові існує щонайменше 10 різних діалектів (Pasè, Peusangan, Matang, Pidië, Buëng, Banda, Daya, Meulabôh, Seunagan і Tunong)..